# Wapen van Stad Hardenberg

Het wapen van Stad Hardenberg werd op 24 november 1819 per besluit door de Hoge Raad van Adel aan de Overijsselse gemeente Stad Hardenberg bevestigd. Vanaf 1 mei 1941 is het wapen niet langer als gemeentewapen in gebruik omdat de gemeente Stad Hardenberg samen met de gemeente Ambt Hardenberg opging in de gemeente Hardenberg. In het wapen van Hardenberg van 1962 keert de heilige Stephanus terug als schildhouder. In het huidige wapen van Hardenberg wordt hij niet meer afgebeeld.

## Blazoenering
De blazoenering van het wapen luidt als volgt:
Van lazuur, beladen met den Heiligen Stephanus de martelaar van zilver, houdende in deszelfs linkerhand een rood boek en staande in een met rijen pilaren voorzien kerkgewelf van zilver. Het schild gedekt met een gouden kroon.
Niet vermeld is dat de kroon vijfbladerig is en dat er vier pilaren per rij staan.

## Verklaring
De kerk in Hardenberg is vernoemd naar de heilige Stephanus. Het wapen is dan ook afgeleid van een stadszegel uit 1458. De kerk werd gebouwd tijdens de regeringsperiode van Pepijn de Korte (714/715-768), die op goede voet stond met paus Stephanus II. Hij stichtte regelmatig kerken in naam van de paus.

## Verwante wapens

Wapen van Hardenberg

Ambt Almelo
· Ambt Delden
· Ambt Hardenberg
· Ambt Ommen
· Ambt Vollenhove
· Avereest
· Bathmen
· Blankenham
· Blokzijl
· Brederwiede
· Den Ham
· Denekamp
· Diepenheim
· Diepenveen
· Genemuiden
· Giethoorn
· Goor
· Grafhorst
· Gramsbergen
· Hasselt
· Heino
· Holten
· IJsselham
· IJsselmuiden
· Kamperveen
· Kuinre
· Lonneker
· Markelo
· Nieuwleusen
· Noordoostpolder
· Oldemarkt
· Olst
· Ootmarsum
· Rijssen
· Stad Almelo
· Stad Delden
· Stad Hardenberg
· Stad Ommen
· Stad Vollenhove
· Steenwijk
· Steenwijkerwold
· Urk
· Vollenhove
· Vriezenveen
· Wanneperveen
· Weerselo
· Wijhe
· Wilsum
· Zalk en Veecaten
· Zwartsluis
· Zwollerkerspel